# Phyllostegia hirsuta
Phyllostegia hirsuta är en kransblommig växtart som beskrevs av George Bentham. Phyllostegia hirsuta ingår i släktet Phyllostegia och familjen kransblommiga växter. Inga underarter finns listade i Catalogue of Life.